# María Pita

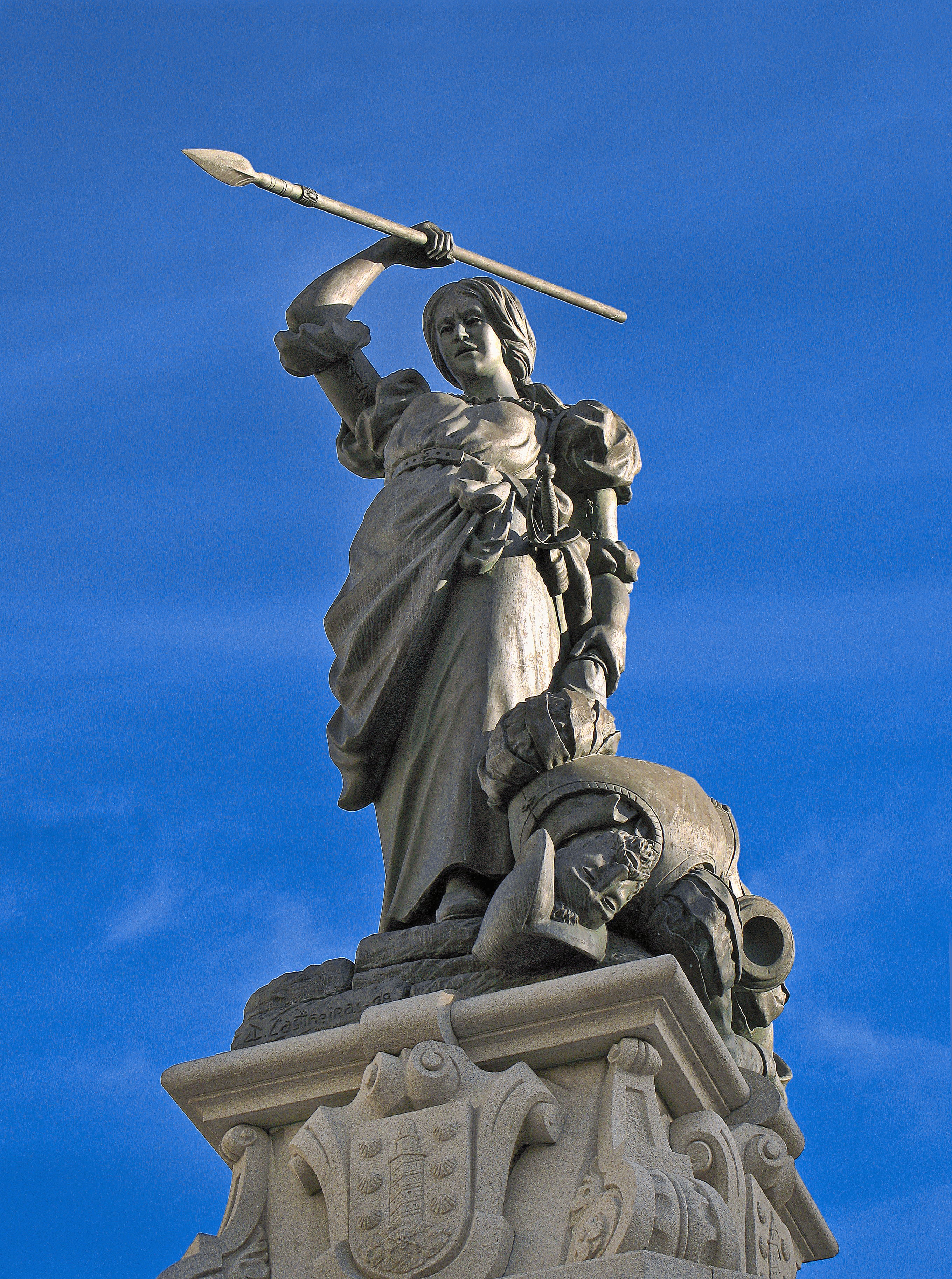
Statue de María Pita sur la place du même nom, à La Corogne

María Mayor Fernández de la Cámara Pita, surnommée María Pita, est considérée comme la « Jeanne d'Arc » de la Galice. 
Elle serait née probablement à Sigrás dans la province de La Corogne en Galice (Espagne) en 1565 et décédée en 1643. Elle est l'héroïne qui, en 1589, sauva la cité de La Corogne au terme d'une fameuse bataille contre les troupes de l'expédition Drake-Norreys. 

## Histoire
Le 4 mai 1589, les troupes anglaises dirigées par l'amiral et ancien corsaire Francis Drake arrivent à La Corogne. 
L'offensive fait partie de la stratégie que maintient la reine d'Angleterre Élisabeth Ire pour expulser du trône du Portugal celui qui fut son beau-frère et ultérieurement un prétendant refusé : le roi Philippe II (roi d'Espagne depuis 1556 et du Portugal depuis 1580).
Diverses versions enveloppent les faits de ce personnage légendaire. Alors que les Anglais avaient encerclé la ville de La Corogne, ils réussirent à créer une brèche dans la muraille et commencèrent l'assaut de la vieille ville lors duquel est tué Gregorio de Rocamunde, le mari de María Pita. De rage, elle aurait lancé sa pique sur le porte-drapeau de l'armée anglaise puis de cette même lance elle aurait tué le commandant chargé de l'assaut qui n'était autre que le frère de Francis Drake. Cet acte aurait démoralisé l'armée anglaise composée de 12 000 soldats qui auraient dès lors battu en retraite.
Le mythe dit qu'à la suite de cet acte de bravoure elle aurait crié en galicien : "Quen teña honra, que me siga"  (soit en français : "Que celui qui est valeureux me suive").
Une fois la bataille terminée, elle aurait aidé à réunir les cadavres et à soigner les blessés (parmi lesquels le cas de Inés de Ben est particulièrement documenté).
D'un caractère volontaire et intransigeant, elle symbolise des idées féministes et la lutte pour une plus grande liberté pour les femmes en Espagne. Elle se maria et fut veuve quatre fois mais dut renoncer à un cinquième mariage à cause d'une clause sur le testament de son quatrième époux qui lui avait laissé une importante fortune. Elle vécut jusqu'à l'âge, rare à l'époque, de 89 ans.
Une statue de cette héroïne trône au centre de la place qui porte son nom, juste en face de la mairie de La Corogne.

## Musée de María Pita
Situé dans la vieille ville de La Corogne, ce musée retrace la vie de María Pita. Ce musée se structure en quatre salles :
- Planta Baja : dans laquelle sont exposées des informations sur la ville de La Corogne aux 16ème  et 17ème siècles.
- Casa María Pita "a vella" : dans laquelle une reconstitution de la boutique et de la chambre de ses parents est mise en scène.
- Sala nivel 2 : donne des informations sur le rôle joué par la ville de La Corogne dans les relations internationales de cette époque.
- Sala nivel 3 : sont ici analysées les relations entre l'Espagne et l'Angleterre et les explications des raisons de l'attaque de La Corogne par les Anglais en 1589. Dans un coin de la salle est exposé un panorama sur la trajectoire de la vie de María Pita.

## La statue
Sur la place María Pita, dans la ville de La Corogne, là où se trouve la mairie se dresse un monument en l'honneur de María Pita. La statue, faite de bronze, fue conçue par le sculpteur Xosé Castiñeiras et représente l'héroïne avec à la main la lance avec laquelle elle a tué le général anglais. Dans l'autre main elle porte le corps sans vie de son mari Gregorio de Rocamunde. 
La statue mesure 9,31 mètres de haut entre le piédestal sur lequel elle repose et la sculpture en elle-même qui mesure 3,30 mètres. Elle pèse 30 tonnes.

## Dans la culture populaire
Son nom a été donné au navire, parti du port de La Corogne et qui a réalisé l'Expédition Philanthropique Royale de la Vaccination aussi appelée Expédition Balmis pour la vaccination des populations des territoires d'Outre-Mer en 1803.
La compagnie aérienne espagnole Iberia dispose d'un avion Airbus A340 spécialisé dans les trajets intercontinentaux et qui porte son nom.
La société de transport urbain Castromil (Monbus) a un autobus baptisé María Pita.
Il existe à La Corogne un hôtel de la chaîne Meliá dont le nom est María Pita.
Elle fait une apparition dans la série Le Ministère du temps à l'épisode 5 de la deuxième saison.